# 鷲田めるろ
鷲田 めるろ（わしだ めるろ、男性、1973年 - ）は日本のキュレーター。金沢21世紀美術館館長。東京藝術大学大学院国際芸術創造研究科アートプロデュース専攻准教授。前十和田市現代美術館館長
父は大阪大学総長などを務めた哲学者の鷲田清一。名前は本名で、メルロ=ポンティに由来する。弟はテレビドラマ演出家の安達もじり（安達は母方姓）。

## 略歴
京都府京都市生まれ。1992年洛星高等学校卒業。1996年東京大学文学部歴史文化学科美術史学専修課程卒業。1998年東京大学大学院人文社会系研究科基礎文化研究専攻美術史学専門分野修士課程修了、修士（文学）。世田谷美術館学芸課非常勤学芸員を経て、1999年より金沢21世紀美術館建設事務局学芸員として美術館の立ち上げに携わる。 
2009年、ゲント現代美術館との学芸員交流事業で半年間ベルギーに滞在。2017年、ヴェネツィア・ビエンナーレ日本館キュレーター。
2018年3月、金沢21世紀美術館を退職し、独立。あいちトリエンナーレ2019のキュレーターに就任したことで「両立が難しくなったため」と述べる。
あいちトリエンナーレ2019キュレーター。瀬戸内国際芸術祭2019アーティスト選考アドバイザリーボード委員。
2020年から2025年まで青森県十和田市の十和田市現代美術館の6代目館長を務めた。
2025年より金沢21世紀美術館の5代目館長に就任した。
SANNAやアトリエワンなどの個展の他、建築批評家の五十嵐太郎などと共同で現代建築の展覧会の企画を手がけている。
また、日本で行われた国際展の先駆けである鶴来の現代美術祭を調査、アーカイブ展示などによってベルギーのキュレーターのヤン・フートの役割を明らかにした。

## キュレーションした主な展覧会
- 「妹島和世＋西沢立衛／SANAA」（2005年、金沢21世紀美術館）
- 「人間は自由なんだから：ゲント現代美術館コレクションより」（2006年、金沢21世紀美術館）
- 「アトリエ・ワン：いきいきプロジェクト in 金沢」（2007年、金沢21世紀美術館）
- 「イェッペ・ハイン：360°」（2011年、金沢21世紀美術館）
- 「島袋道浩：能登」（2013年、金沢21世紀美術館）
- 「3.11以後の建築」（2014年、金沢21世紀美術館）
- 「Upside- down Forest ―逆さにすれば、森―」（2017年、ヴィネツィアビエンナーレ日本館）
- 「起点としての80年代」（2018年、金沢21世紀美術館／高松市美術館／静岡市美術館）